# 貴西道
贵西道，清朝贵州省、中华民国初期设置的道。
1671年设立分守平大黔威道，驻大定府，下辖平远府、黔西府、大定府、威宁府，1681年，改为分巡贵西道，驻安顺府。下辖贵阳府、安顺府、平远府、黔西府、大定府、威宁府。1687年改领大定州。1728年增辖遵义府。1752年，驻威宁州。1755年，贵阳府属粮驿道。1767年，加兵备衔，为贵州分巡贵西威宁等处兵备道。1776年，仁怀厅属粮驿道。1879年，驻毕节县，1908年裁撤。
1913年4月置黔西道，治毕节县（今贵州毕节市）。下辖兴义府、普安、新城、兴义、永宁州、安南、卢丰州、盘州厅、大定府、威宁州、黔西州、平远州、水城厅、赤水厅等府厅州县。1914年6月黔西道改置贵西道，属贵州省。治安顺县（今贵州省安顺市）。下辖安顺、毕节、册亨、盘县、大定、威宁、黔西、织金、水城、赤水等县。辖区约当今贵州省金沙、黔西、清镇、平坝、安顺、紫云、望谟、册亨以西地区及赤水市。1917年徙治毕节县（今贵州毕节市）。1923年废。